# 杉山良行
杉山良行（日语：／ Sugiyama Yoshiyuki、1958年2月—），日本航空自衛隊將領、第34任航空幕僚長（空軍參謀長）。杉山於1980年加入自衛隊，擔任尉、佐官時的所屬兵科為戰鬥機飛行員，2005年晉升將官後，歷任航空部隊司令、航空幕僚監部（空軍參謀部）部員等職，並自2015年12月1日起正式接任空幕長。

## 略歷
- 1980年3月：防衛大學校第24期畢業、加入航空自衛隊[2]
- 1994年7月：2等空佐（中校）
- 1997年8月：第83航空隊（日语：第83航空隊）第302飛行隊長（中隊長）
- 1999年1月：1等空佐（上校）
- 2002年8月：航空幕僚監部防衛部防衛協調官
- 2004年8月：航空幕僚監部防衛部運用課長
- 2005年7月：昇任空將補（少將）、第4航空團（日语：第4航空団）司令（聯隊長）[2]
- 2007年12月：西部航空方面隊（日语：西部航空方面隊）副司令[2]
- 2009年3月：航空幕僚監部監理監察官[2]
- 2010年7月：航空幕僚監部人事教育部長[2]
- 2012年

1月：昇任空將（中將）、航空開發實驗集團司令
12月：西南航空混成團司令
- 2014年12月：上任第42任航空總隊司令（英语：航空総隊）[2]
- 2015年12月：晉升第34任航空幕僚長（上將）[2]
- 2017年12月：退役